# Virgin Group

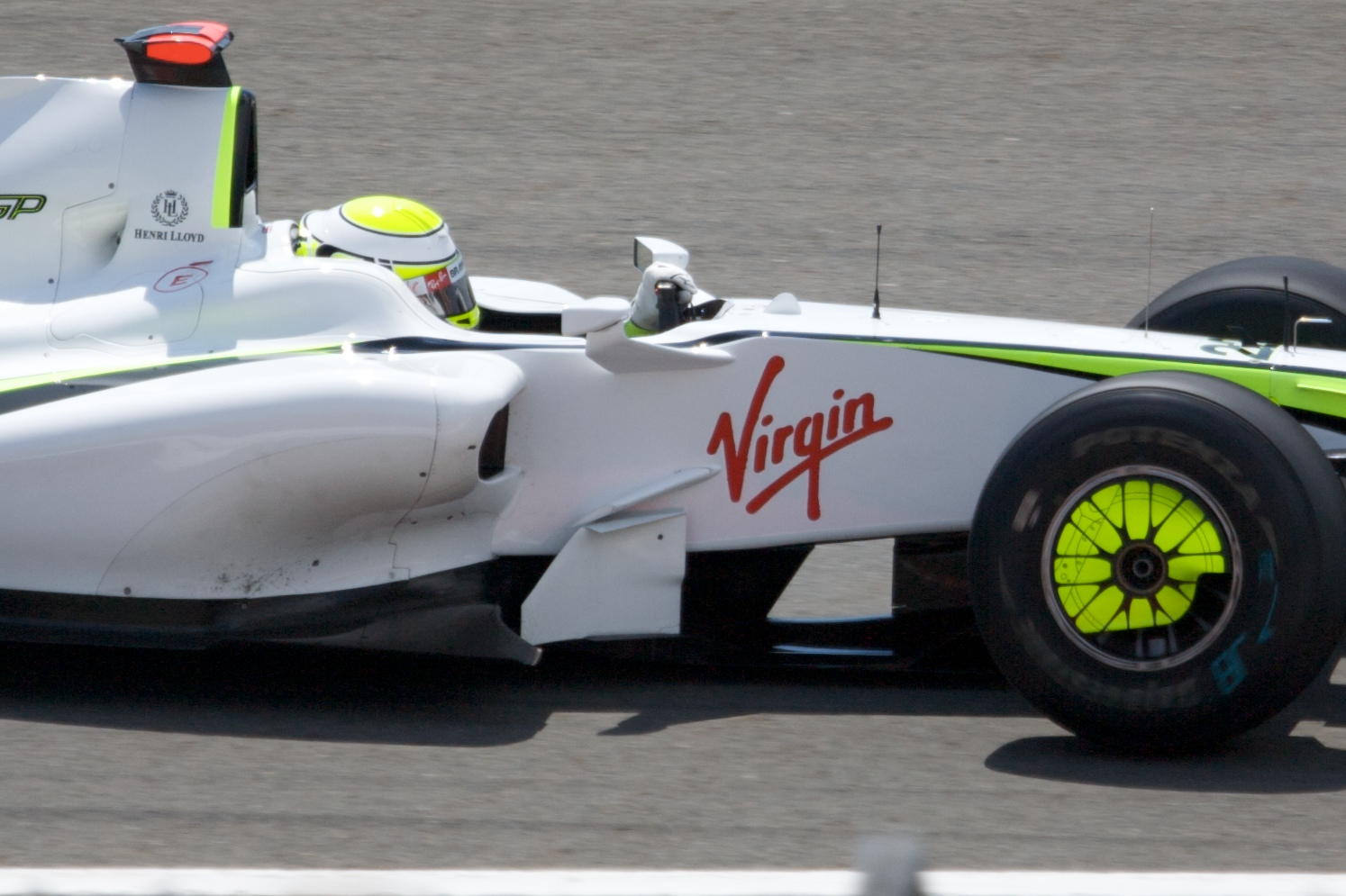
Логотип компанії на боліді Формули-1

Virgin Group (від англ. Virgin — незаймана) — міжнародний конгломерат компаній, заснований британським бізнесменом Річардом Бренсоном. Історія компанії почалася в 1970 році, коли Бренсон разом з другом дитинства Ніком Павелом відкрив в Ноттінг Хіллі магазин платівок «Virgin Records and Tapes».
Найбільше Virgin Group відома своєю діяльністю в області звукозапису, авіаперевезень, стільникового зв'язку, кабельного телебачення і радіо. На сьогоднішній день сукупний дохід Virgin Group становить 24 мільярди доларів, а кількість співробітників компанії перевищує 50 тисяч.

## Компанії Virgin Group
- Virgin America — американська авіакомпанія.
- Virgin Atlantic — британська авіакомпанія.
- Virgin Australia — австралійська бюджетна авіакомпанія.
- Virgin Books — британська книжкова компанія.
- Virgin Cola — британська компанія безалкогольних напоїв (вийшла з бізнесу).
- MATES — британська компанія з виробництва презервативів.
- Virgin Connect — інтернет-провайдер в Росії.
- Virgin Films — кіностудія (вийшла з бізнесу).
- Virgin Galactic — космічний туроператор.
- Virgin Interactive — британський видавець відеоігор.
- Virgin Media — британська компанія, що надає послуги на ринку кабельної та мобільної телефонії, телебачення та широкосмугового доступу в інтернет.
- Virgin Mobile — оператор стільникового зв'язку.
- Virgin Oceanic — компанія, що пропонує підводні занурення.
- Virgin Orbit — компанія, яка планувала надавати послуги запуску малих супутників. Оголошено про закриття компанії.
- Virgin Radio — британська радіокомпанія.
- Virgin Racing — команда автоперегонів Формули-1 (продана в 2012 році Marussia F1).
- Virgin Records — британська звукозаписна компанія.
- Virgin Trains — британська залізнична компанія.
- Virgin Vodka — британська алкогольна компанія.
- Virgin Unite — некомерційний благодійний фонд.